# Louis Dembitz Brandeis
Louis Dembitz Brandeis (ur. 13 listopada 1856 w Louisville, Kentucky, zm. 5 października 1941) – amerykański prawnik. Znany przeciwnik monopoli i jeden z przedstawicieli współczesnych koncepcji zarządzania. W latach 1916–1939 sędzia Sądu Najwyższego Stanów Zjednoczonych. Pierwszy  sędzia Sądu Najwyższego Stanów Zjednoczonych pochodzenia żydowskiego. Współzałożyciel czasopisma Harvard Law Review.

## Literatura dodatkowa
- Melvin Urofsky: Louis D. Brandeis: A Life. Pantheon, 2009, s. 976. ISBN 978-0-375-42366-6. (ang.).